# Martinianus
Sextus Marcius(?) Martinianus (? - 325) was een Romeins keizer van juli tot 18 september 324. Hij was door Licinius tot medekeizer benoemd.
In 324 was de tweede burgeroorlog tussen Licinius en Constantijn de Grote in volle gang, en Licinius was aan de verliezende hand. Vanwege deze oorlog besloot hij Constantijn maar (in naam dan) af te zetten als westelijk Augustus. Als vervanger benoemde hij Martinianus, dan een magister officiorum aan zijn hof, enige tijd na de slag bij Adrianopel op 3 juli 324, tot medekeizer. Licinius had deze truc al eerder uitgehaald door Aurelius Valerius Valens tot medekeizer te benoemen in 316.
Licinius stuurde Martinianus naar Lampsacus (in de Dardanellen) om Constantijn aan te vallen toen die de Bosporus overstak. Martinianus had blijkbaar weinig succes, want op 18 september werd Licinius definitief verslagen bij de slag bij Chrysopolis. Constantijn beloofde eerst beiden te sparen en plaatste hen onder huisarrest. Ongeveer een half jaar later brak hij toch zijn belofte en executeerde hij zowel Licinius als Martinianus.